# Alice Quensel
Alice Hedvig Kerstin Quensel, född 7 september 1892 i Stockholm, död där 22 februari 1986, var en svensk skolledare. 
Alice Quensel avlade studentexamen 1911 samt blev filosofie kandidat 1925, filosofie magister 1926 och filosofie licentiat 1932. Hon var anställd vid Riksarkivet 1912–1923, var lärare vid Nya elementarskolan för flickor 1928–1934, studierektor vid Åhlinska skolan 1934–1939 och undervisningsråd 1939–1957. Utöver nedanstående skrifter författade hon artiklar i tidskrifter och dagspress. Hon tilldelades medaljen Illis quorum av åttonde storleken 1945.
Alice Quensel var dotter till justitierådet Eberhard Quensel och Anna Jönsson. Hon är begraven i familjegraven på Solna kyrkogård.